# 科达拉
科达拉（Kodala），是印度奥里萨邦Ganjam县的一个城镇。总人口12341（2001年）。

## 人口
该地2001年总人口12341人，其中男性6156人，女性6185人；0—6岁人口1863人，其中男951人，女912人；识字率54.19%，其中男性为66.20%，女性为42.25%。